# Geoffrey S. Dawes
Geoffrey Sharman Dawes (CBE; * 21. Januar 1918 in Mackworth, Derbyshire; † 6. Mai 1996 in Oxford) war ein englischer Physiologe, der sich auf die fetale und neonatale Physiologie spezialisiert hatte und auf diesem Gebiet international anerkannt war. 1966 erhielt er für herausragende Entdeckungen in den medizinischen Wissenschaften den renommierten Gairdner Foundation International Award und war seit 1971 Fellow of the Royal Society.

## Biographie

### Jugend
Dawes wurde als gegen Ende des Ersten Weltkrieges als jüngstes von fünf Kindern geboren. Sowohl sein Großvater als auch sein Vater studierten Mathematik an der University of Cambridge. Er besuchte die private Vorbereitungsschule Shardlow Hall und im Anschluss die Repton School in Derbyshire.

### Laufbahn
Im Anschluss schrieb er sich an der University of Oxford ein und schloss sein Physiologie-Studium 1940 mit einem Bachelor of Science ab. Ebenfalls in Oxford absolvierte er daraufhin bis 1943 ein Medizinstudium und arbeitete anschließend im Radcliffe Infirmary unter Leslie John Witts. 1944 befasste er sich unter der Leitung des Pharmakologen Joshua Harold Burn kriegsbedingt mit der Behandlung von Nervengas-Intoxikationen. Nach Kriegsende wechselte er an das Institut für Pharmakologie der Harvard University, wo nach Versuchen mit Veratridin eine Art sensorische Nervenfaser in der Lunge vermutete, die später als Dehnungsrezeptoren bestätigt wurden.
Nach einem fünfmonatigen Aufenthalt im Labor von Detlev Bronk in Philadelphia, wo Dawes seine Erkenntnisse mit elektrophysiologischem Wissen erweitern wollte, wurde er 1948 nach seiner Rückkehr nach Oxford zum Direktor des Nuffield Institute of Medical Research ernannt. Bereits im ersten Jahr erhöhte Dawes die Mitarbeiterzahl von drei auf elf und stellte dabei insbesondere Physiker und Elektroingenieure ein, da er für seine Forschung vermehrt technisches Gerät benötigte. Ab 1949 arbeitete auch der spätere Nobelpreisträger John Robert Vane als Doktorand unter Dawes, wobei dieser ihm gesagt haben soll, er hätte nur eine Stelle als „Glas-Wäscher“ für ihn.
In der Forschung wandte sich Dawes in den 1950er Jahren von den kardiovaskulären Reflexen ab und der Physiologie von Feten zu, da diese einen stärkeren klinischen Bezug hat. An trächtigen Schafen widmete er sich vermehrt dem embryonalen Blutkreislauf, wobei die Reputation des Instituts und damit von Dawes zunehmend an Geltung gewann. In der Folge wurde ihm 1966 der Gairdner Foundation International Award für seine Erkenntnisse über die Veränderungen des kindlichen Kreislaufs im Zuge der Geburt verliehen. Verstärkt wurde Dawes’ Forschungsgedanke zudem durch den Umzug des Instituts in einen neuen Gebäudetrakt 1970, da er großen Wert darauf legte, direkt mit den Fachbereichen Frauenheilkunde und Neugeborenenmedizin verbunden zu sein. Im gleichen Jahr wies er die bereits seit 1890 von Johann Friedrich Ahlfeld vermuteten fetalen Atembewegungen nach. Ein Jahr später, 1971, wurde er als Fellow in die Royal Society aufgenommen.
Bis zu seiner Pensionierung befasste sich Dawes weiterhin mit der Atmung, dem Kreislauf und insbesondere mit der Herzfrequenz des ungeborenen Kindes. Für die computerunterstützte Aufnahme und Auswertung der fetalen Herztöne entwickelte er selbst eine preisgekrönte Software.

### Persönliches
Dawes heiratete 1941 Margaret Monk; aus der Ehe entstanden vier Kinder. 1981 wurde ihm der Order of the British Empire im Rang eines Commander (CBE) verliehen.
Geoffrey Dawes starb 1996 in Oxford. Die Fetal and Neonatal Physiological Society, deren Ehrenmitglied er seit 1995 ist, hält ihm zu Ehren jährlich eine Geoffrey-Dawes-Vorlesung.

## Ehrungen
- 1966: Gairdner Foundation International Award
- 1969: James Spence Medal der British Paediatric Association
- 1981: Commander of the British Empire
- 1981: Blair Bell Gold Medal der Royal Society of Medicine
- 1990: Osler Memorial Medal der University of Oxford

## Veröffentlichungen (Auswahl)
- Foetal and neonatal physiology; a comparative study of the changes at birth. Year Book Medical Publishers Inc, 1968, ISBN 978-0-8151-2341-5.
- Fetal Autonomy and Adaptation. John Wiley & Sons Ltd, 1990, ISBN 978-0-471-92778-5.